# Kokospalm
Kokospalm (Cocos nucifera) är ett 20–30 meter högt träd som växer i tropikerna, främst längs kuster. Kokospalmen tillhör familjen palmer och är den enda arten i släktet Cocos. Frukten, kokosnöt, utvecklas i grupper om 10–20 stycken i palmens topp och mognar under hela året.

## Etymologi
Namnet kommer från portugisiskans coco, "grinande" eller "grimaserande ansikte", vilket kommer ur de tre intryckningarna som ansågs bära likhet till ett ansikte. Nucifera betyder ’bärande nötter’.

## Förekomst
Kokospalmen är antagligen inhemsk i Sydostasien och den centrala delen av Stilla havet. Den är numera utbredd jorden runt i områden med tropiskt eller varmt subtropiskt klimat utmed havsstränder, floder och vattensamlingar, särskilt på korallöar. Den blev känd i Europa på 500-talet genom den alexandrinske resanden Kosmas Indikopleustes skildringar.

## Odling
För att plantera nya kokospalmer låter man den skrumpna nöten ligga tills det skjuter ut skott från den. Då planterar man den på lämplig plats. Det tar cirka tio år innan den nya kokospalmen bär frukt; sedan kan den producera en stor mängd nötter i upp till hundra år.
Man kan varken räkna med frukt eller blommor på den i rumsmiljö, men det är en ganska gracil växt och lite speciell där den växer upp från den stora kokosnöten. Däremot kan man inte räkna med att den ska bli så gammal som krukväxt. Kokospalmen kräver mycket solljus och är hjälpt av extra växtbelysning under vinterhalvåret om den odlas på nordliga breddgrader i till exempel växthus.
Under sommaren, från maj till september, är det viktigt att vattna så att jorden aldrig torkar ut, men den får heller inte alltid vara genomblöt. Under den mörkare delen av året är det viktigt att jorden hinner torka upp mellan vattningarna. Detta innebär att det översta jordlagret ska vara torrt, inte hela rotklumpen. Man bör duscha växten så ofta som möjligt med ljumt vatten med hjälp av en duschflaska. Näring bör man ge den varannan vecka året runt. Lämplig temperatur under sommarhalvåret är 20–23 °C, men under vintern är det bra om den är lite lägre, bara den inte kryper ner under 18 °C. Kyla tillsammans med drag är en kombination som kokospalmen inte mår bra av.

## Användning

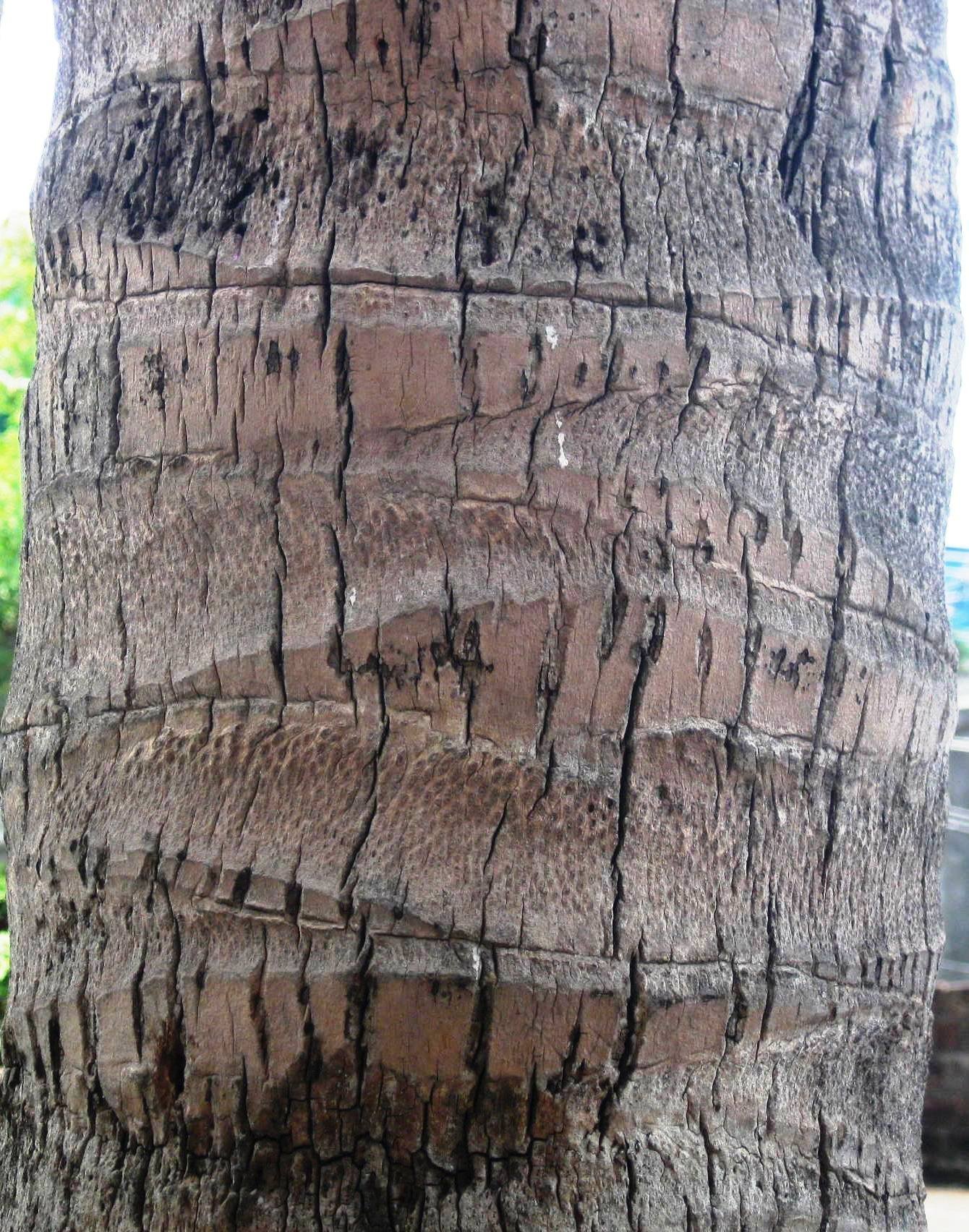
Kokosnötstam

Stammen används som virke, och av bladen flätar man tak och väggar till hyddor. Av blommorna får man söt nektar, som används som råvara till palmvin och palmsocker. Av fiberhöljet runt kokosnöten gör man exempelvis borstar, mattor och rep. Av själva nötskalet kan man tillverka skålar, skedar, smycken och andra konstföremål.  I Asien är de vanligt att skalet förkolnas och används vid grillning. Frövitan i nöten är mycket näringsrik och ur torkad frövita, kopra, pressar man kokosnötsolja och pressåterstoden används som kreatursfoder.  Oljan används för tillverkning av tvål, margarin, ljus eller det vi kallar kokosfett. I nöten finns också en läskande vätska, inte att förväxla med kokosmjölk. Palmvin kan jäsas av trädets sav.

### Kokosnöt

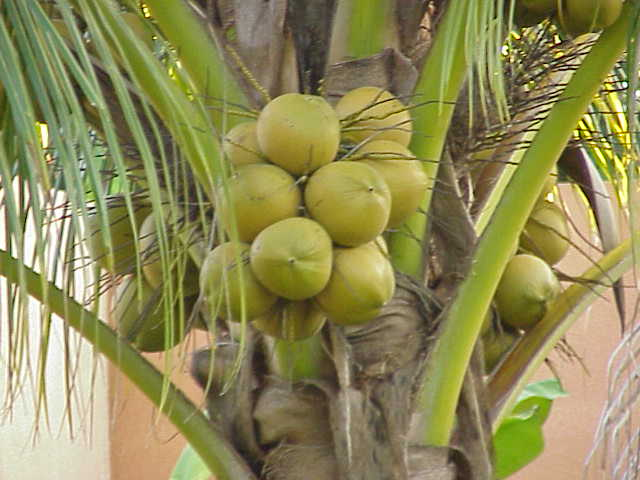
Mognande kokosnötter på en kokospalm.

En kokosnöt är den upp till tre kilogram tunga kärnan från kokospalmen. Kokosnöten plockas från kokospalmen i tillståndet grön då den används som dricknöt. Den har då ett mycket tunt lager av den vita, mjuka, söta kokosen i kärnan och resten är cirka en halv liter kokosvatten som vanligtvis dricks kyld.
Om frukten istället får hänga på palmen tills den ramlar ner av sig själv och därefter får ligga och torka och skrumpna tills det finns mycket lite vatten kvar kallas den torr kokosnöt. Det skrumpna träiga ytterhöljet skalas av så att bara den hårda innernöten är kvar (det som i dagligt tal kallas kokosnöt). Man knäcker kokosnöten genom att slå runt mitten på den med baksidan av en stor tung kniv, den spricker då i två halvor och man kan lätt skrapa ur den vita, mjuka kokosen.

### Kokosmjölk
Kokosmjölk framställs av det rivna fruktköttet som pressas. Beroende på önskad konsistens kan vatten tillsättas. Kokosmjölk kan användas i många recept som ersättning för mjölk eller grädde.
Mindre mängder kokosmjölk kan man själv framställa genom att blanda den skrapade kokosen med vatten och köra blandningen i en mixer. Silar man sedan bort fruktköttet får man den vita kokosmjölken som används i matlagning.
Den vätska som finns i en kokosnöt används således inte i kokosmjölk.

### Kokosvatten
Kokosvattnet i de yngre kokosnötterna används som läskande dryck. Av kokosvattnet tillverkas kokosvinäger genom att vattnet hälls på glasflaskor och får stå ute i sol och värme tills jäsningsprocessen är klar.

## Produktion
| Nr                                                                   | Område                 | Produktion (ton) | Andel (%) |
| -------------------------------------------------------------------- | ---------------------- | ---------------- | --------- |
| 1                                                                    | Indonesien             | 18 300 000       | 30,09 %   |
| 2                                                                    | Filippinerna           | 14 696 298       | 24,16 %   |
| 3                                                                    | Indien                 | 11 078 873       | 18,22 %   |
| 4                                                                    | Brasilien              | 2 919 110        | 4,80 %    |
| 5                                                                    | Sri Lanka              | 2 395 266        | 3,94 %    |
| 6                                                                    | Vietnam                | 1 374 404        | 2,26 %    |
| 7                                                                    | Papua Nya Guinea       | 1 168 768        | 1,92 %    |
| 8                                                                    | Mexiko                 | 1 168 176        | 1,92 %    |
| 9                                                                    | Thailand               | 1 000 320        | 1,64 %    |
| 10                                                                   | Malaysia               | 595 097          | 0,98 %    |
|                                                                      | Total världsproduktion | 60 819 447       | 100,00 %  |
| Källa: FN:s livsmedels- och jordbruksorganisation:s data för år 2014 |                        |                  |           |

## Populärkultur
Kokosnöten är besjungen i bland annat Far, jag kan inte få upp min kokosnöt av Povel Ramel (1950), som bygger på det engelska originalet I’ve Got a Lovely Bunch of Coconuts, av Fred Heatherton (skriven 1944 under pseudonym). Papaya Coconut av Kikki Danielsson (1986).